# Episodi di Cassandre
Le prime due stagioni della serie televisiva Cassandre sono state trasmesse in prima visione in Francia dal 28 novembre 2015 al 17 febbraio 2018 su France 3. Dalla terza stagione è in onda in prima visione in Svizzera dal 28 settembre 2018 su RTS Un. Nella terza stagione è stata invertita la messa in onda dei primi due episodi.
In italiano, la serie viene trasmessa nella Svizzera italiana su RSI LA1 dal 10 gennaio 2018, mentre in Italia le prime due stagioni sono state trasmesse dal 6 giugno al 30 novembre 2018 su Paramount Network, invece la terza è stata trasmessa dal 29 marzo al 19 aprile 2019. Anche in Italia e nella Svizzera italiana è stata invertita la messa in onda dei primi due episodi.
| Stagione | Episodi                  | Titolo originale       | Titolo italiano      | Prima TV Francia/Svizzera | Prima TV Italia  | Prima TV Svizzera italiana |
| -------- | ------------------------ | ---------------------- | -------------------- | ------------------------- | ---------------- | -------------------------- |
| 1        | 1                        | Le Saut de l'ange      | Il salto dell'angelo | 28 novembre 2015          | 6 giugno 2018    | 10 gennaio 2018            |
| 1        | 2                        | L'École est finie      | La scuola è finita   | 28 maggio 2016            | 13 giugno 2018   | 17 gennaio 2018            |
| 1        | 3                        | Neiges éternelles      | Nevi eterne          | 11 febbraio 2017          | 20 giugno 2018   | 24 gennaio 2018            |
| 1        | 4                        | Turbulences            | Turbolenze           | 18 febbraio 2017          | 27 giugno 2018   | 31 gennaio 2018            |
| 2        | 1                        | Retour de flamme       | Ritorno di fiamma    | 27 gennaio 2018           | 9 novembre 2018  | 8 gennaio 2019             |
| 2        | 2                        | Le Pacte               | Il patto             | 3 febbraio 2018           | 16 novembre 2018 | 15 gennaio 2019            |
| 2        | 3                        | À contre-courant       | Controcorrente       | 10 febbraio 2018          | 23 novembre 2018 | 22 gennaio 2019            |
| 2        | 4                        | Le Valet noir          | Il fante nero        | 17 febbraio 2018          | 30 novembre 2018 | 29 gennaio 2019            |
| 3        |                          |                        |                      |                           |                  |                            |
| 1        | Fausse note              | La nota sbagliata      | 19 ottobre 2018      | 5 aprile 2019             | 12 novembre 2019 |                            |
| 2        | Mort blanche             | Relazioni pericolose   | 28 settembre 2018    | 29 marzo 2019             | 5 novembre 2019  |                            |
| 3        | Sans Condition           | Gli eccessi dell'amore | 8 febbraio 2019      | 12 aprile 2019            | 19 novembre 2019 |                            |
| 4        | Le loup gris             | Il lupo grigio         | 15 febbraio 2019     | 19 aprile 2019            | 26 novembre 2019 |                            |
| 4        |                          |                        |                      |                           |                  |                            |
| 1        | Une vie meilleure        |                        | 5 dicembre 2019      | inediti                   |                  |                            |
| 2        | Secret assassin          |                        | 12 dicembre 2019     | inediti                   |                  |                            |
| 3        | La Rançon du silence     |                        | 19 dicembre 2019     | inediti                   |                  |                            |
| 4        | Pain béni                |                        | 20 marzo 2020        | inediti                   |                  |                            |
| 5        |                          |                        |                      | inediti                   |                  |                            |
| 1        | Temps mort               |                        | 23 aprile 2021       | inediti                   |                  |                            |
| 2        | Nature blessée           |                        | 30 aprile 2021       | inediti                   |                  |                            |
| 3        | Les compagnons           |                        | 7 maggio 2021        | inediti                   |                  |                            |
| 4        | Le Secret d'Angèle       |                        | 14 maggio 2021       | inediti                   |                  |                            |
| 6        |                          |                        |                      | inediti                   |                  |                            |
| 1        | Les régates              |                        | 8 aprile 2022        | inediti                   |                  |                            |
| 2        | Le Secret de la ruche    |                        | 15 aprile 2022       | inediti                   |                  |                            |
| 3        | Les sentiers de la mort  |                        | 4 novembre 2022      | inediti                   |                  |                            |
| 4        | La Forêt rouge           |                        | 11 novembre 2022     | inediti                   |                  |                            |
| 7        |                          |                        |                      | inediti                   |                  |                            |
| 1        | Beauté éternelle         |                        | 23 dicembre 2022     | inediti                   |                  |                            |
| 2        | Zone blanche             |                        | 30 dicembre 2022     | inediti                   |                  |                            |
| 3        | Onde de choc             |                        | 18 aprile 2023       | inediti                   |                  |                            |
| 4        | Une cuisine de caractère |                        | 25 aprile 2023       | inediti                   |                  |                            |

## Il salto dell'angelo
- Titolo originale: Le Saut de l'ange
- Diretto da: Éric Duret
- Scritto da: Bruno Lecigne e Mathieu Masmondet

### Trama
Il commissario Cassandre è in corsa per dirigere il 36° ma chiede il suo trasferimento ad Annecy per prendersi cura di suo figlio Jules. Mentre incontra la sua nuova squadra, indaga sulla morte di un assistente.
- Ascolti Francia: 4 400 000 telespettatori - (share 18,1%[2])
- Ascolti Italia: n/a

## La scuola è finita
- Titolo originale: L'École est finie
- Diretto da: Éric Le Roux
- Scritto da: Bruno Lecigne e Mathieu Masmondet

### Trama
Gaëlle Servaz, educatrice di una scuola superiore per giovani in difficoltà, viene trovata morta a casa.
- Ascolti Francia: 2 750 000 telespettatori - (share 12,7%[3])
- Ascolti Italia: n/a

## Nevi eterne
- Diretto da: Bruno Garcia
- Scritto da: Bruno Lecigne e Mathieu Masmondet

### Trama
Durante un'escursione, una coppia viene uccisa a colpi di fucile. La loro figlia viene trovata ferita.
- Ascolti Francia: 3 990 000 telespettatori - (share 18%[4])
- Ascolti Italia: n/a

## Turbolenze
- Diretto da: Éric Le Roux
- Scritto da: Bruno Lecigne e Mathieu Masmondet

### Trama
Il capitano Roche è vittima di un tentato omicidio in una clinica di chirurgia estetica.
- Ascolti Francia: 3 700 000 telespettatori - (share 16,7%[5])
- Ascolti Italia: n/a

## Ritorno di fiamma
- Diretto da: Hervé Renoh
- Scritto da: Bruno Lecigne e Mathieu Masmondet

### Trama
Il sindaco del villaggio di Annecy-le-Vieux viene trovato morto ai piedi del castello in fase di restauro.
- Ascolti Francia: 4 000 000 telespettatori - (share 17,7%[6])
- Ascolti Italia: n/a

## Il patto
- Diretto da: Sylvie Ayme
- Scritto da: Bruno Lecigne, Mathieu Masmondet e Yann Le Gal

### Trama
Il cadavere del maestro Thomas Valin, avvocato di un importante laboratorio di biogenetica, viene pescato in un canale della città.
- Ascolti Francia: 3 900 000 telespettatori - (share 17,5%[7])
- Ascolti Italia: n/a

## Controcorrente
- Diretto da: François Guérin
- Scritto da: Killian Arthur e Nicolas Jones-Gorlin

### Trama
Durante un trasferimento, due prigionieri fuggono sparando contro un poliziotto.
- Ascolti Francia: 3 960 000 telespettatori - (share 17,3%[8])
- Ascolti Italia: n/a

## Il fante nero
- Diretto da: Éric Le Roux
- Scritto da: Bruno Lecigne e Mathieu Masmondet

### Trama
Un giovane medico viene trovato morto nella sua auto, appeso a un picco roccioso.
- Ascolti Francia: 4 200 000 telespettatori - (share 19%[9])
- Ascolti Italia: n/a

## La nota sbagliata
- Diretto da: Éric Le Roux
- Scritto da: Bruno Lecigne e Mathieu Masmondet

### Trama
Un cadavere viene scoperto durante una partita di airsoft.
- Ascolti Francia: 4 430 000 telespettatori - (share 20,3%[10])
- Ascolti Italia: n/a

## Relazioni pericolose
- Diretto da: Éric Le Roux
- Scritto da: Bruno Lecigne e Mathieu Masmondet

### Trama
Una giovane studentessa muore per overdose su un sentiero escursionistico.
- Ascolti Francia: 3 960 000 telespettatori - (share 18,5 %[11])
- Ascolti Italia: n/a

## Gli eccessi dell'amore
- Diretto da: Hervé Renoh
- Scritto da: Marie Deshaires e Catherine Touzet

### Trama
Un collega di Philippe Cassandre viene trovato morto in un camion di contrabbandieri.
- Ascolti Francia: 3 850 000 telespettatori - (share 17,8%[12])
- Ascolti Italia: n/a

## Il lupo grigio
- Diretto da: François Guérin
- Scritto da: Jean-Marc Rudnicki e Mikaël Ollivier

### Trama
Un cacciatore, ex soldato, viene ucciso in mezzo alla foresta.
- Ascolti Francia: 3 960 000 telespettatori - (share 18,4%[13])
- Ascolti Italia: n/a